# Элсуэрт (озеро)
О́зеро Э́лсуэрт или Элсуорт (англ. Lake Ellsworth) — озеро, расположенное подо льдами Антарктики.
Многие учёные полагают, что озеро не имело связи с внешним миром по меньшей мере 125 тысяч лет.
Размеры озера Элсуэрт составляет 14,7 км х 3,1 км, площадь — 28,9 км². Глубины озера меняются вдоль длинной оси от 52 м до 156 м, объём воды определён в 1,37 км³.
Разработку бурения скважины к поверхности озера осуществляют учёные из Великобритании.